# Zijkanaal B (Noord-Holland)
Zijkanaal B is een kanaal in de Nederlandse provincie Noord-Holland. Het is een van de zijtakken van het Noordzeekanaal.
Het zijkanaal volgt het verloop van de oude zeedijk die de Velserbroekpolder beschermde tegen het water van het IJ. Vanuit het IJ bij Spaarndam loopt het kanaal naar het noordwesten. Het is echter als gevolg van afdamming niet meer met het Noordzeekanaal verbonden. Bovendien is door aanleg van de huidige Rijksweg A9 (toen Rijksweg 6) tussen het Rottepolderplein en Velsen het kanaal in tweeën gedeeld. Het zijkanaal was ook noodzakelijk voor de afvoer van water uit de Velserbroekpolder dat door het gemaal Velserbroek werd uitgeslagen. Omgekeerd kon ook water uit het kanaal de polder worden ingelaten.
Het kanaal, gelegen in het Recreatiegebied Spaarnwoude, heeft nog een recreatieve functie en liggen er in het zuidelijk deel woonboten. In de jaren zeventig legden de eerste woonboten aan. De eigenaren waren vrijbuiters en conformeerden zich niet aan de maatschappelijke regels. Het was primitief, maar goedkoop wonen want de overheid legde geen heffingen op, uit angst dat de bewoners er rechten aan zouden ontlenen. De bewoners van Spaarndam probeerden aanvankelijk de boten weg te krijgen, maar het verzet doofde en de woonboten liggen er nog. Eind 1998 kwamen lokale en regionale overheden met nieuwe plannen. De boten werden geaccepteerd en aangesloten op riolering, gas, water en elektriciteit.
Ten westen van het kanaal liggen de Noord Spaarndammerpolder en de Velserbroekpolder met Velserbroek, ten oosten de Zuid Spaarndammerpolder.
Zijkanaal A · Zijkanaal B · Zijkanaal C · Zijkanaal D · Zijkanaal E · Zijkanaal F · Zijkanaal G · Zijkanaal H · Zijkanaal I · Zijkanaal J · Zijkanaal K